# Martín Fulgencio Elorza Legaristi
Martín Fulgencio Elorza Legaristi CP (Elgueta, 30 de dezembro de 1899 — Lima, 30 de dezembro de 1966) foi prelado católico hispano-peruano. Foi o primeiro bispo-prelado da Prelazia de Moyobamba, no Peru.

## Biografia
Nasceu em Elgueta, Vitoria, Espanha, o sexto de oito filhos. Em 1912, entrou no aspirantado da Congregação da Paixão em Gabiria e, em 1916, mudou-se para a comunidade de Angosto. Em 7 de março de 1917, emitiu sua profissão simples, e, em 12 de junho de 1924, a perpétua. Em 13 de julho seguinte, recebeu a ordenação sacerdotal.
Exerceu sua atividade pastoral como diretor dos estudantes em Gabiria, conselheiro provincial e superior provincial por três triênios.
Em 1947, foi eleito delegado dos passionistas para a América e, em 15 de janeiro de 1949, administrador apostólico da Prelazia Territorial de Moyobamba, Peru, da qual foi nomeado ordinário em 3 de outubro de 1953, com sé titular em Baliana. Sua sagração episcopal teve lugar em 1 de maio seguinte, na Igreja de Nossa Senhora do Pilar em Lima, pelas mãos de Dom Frei Juan Landázuri Ricketts, OFM, então arcebispo-coadjutor de Lima, auxiliado pelos passionistas Dom Atanasio Celestino Jáuregui y Goiri e Dom Gregorio Elias Olazar Muruaga, vigário apostólico e vigário-coadjutor de San Gabriel de la Dolorosa del Marañón, respectivamente.
Exerceu seu ministério num contexto de pobreza e de grande ignorância religiosa. Visitava as paróquias, viajando a pé, a cavalo ou de canoa. Exortava presbíteros, monges e freiras ao trabalho de evangelização e de defesa da fé católica. Encorajou a catequese e a instrução de crianças e de mulheres. Começou a construção da catedral e das igrejas nas vilas, trabalhou na criação do seminário. Cuidou das necessidades dos mais humildes.
Faleceu em Lima, no seu aniversário natalício de 67 anos, vítima de ataque cardíaco.
Em 9 de abril de 2022, teve suas virtudes heróicas reconhecidas pela Santa Sé e foi declarado venerável.